# Departamento de La Paz (El Salvador)
La Paz es uno de los catorce departamentos que conforman la República de El Salvador. La cabecera departamental es el municipio de La Paz Este. Se encuentra en el centro-sur del país, limitando al norte con el lago de Ilopango y el departamento de Cuscatlán, al noreste y este con San Vicente, al oeste con San Salvador y La Libertad, y al sur con el océano Pacífico.
El departamento tiene una superficie de 1 224 km² y una población de aproximadamente 318 374 habitantes según el censo de 2024, con una densidad demográfica de 260,11 hab./km².

## Historia
El territorio del departamento, de acuerdo con los restos arqueológicos hallados en el sector comprendido entre los ríos Lempa y Jiboa, estuvo poblado por comunidades mayances hasta fines del siglo XI. Por entonces se produjo la primera oleada invasora de pueblos Nahuas mesoamericanos.
Tras la ocupación Tolteca, en cuyo proceso de asentamiento tendieron a mezclarse con las tribus locales, se establecieron cuatro siglos más tarde los nonualcos, pertenecientes al grupo nahua Pipil. A ellos se debe la fundación o repoblación de núcleos urbanos como los de Cuyultitán, Analco, Tecoluca, Santiago, San Pedro, San Juan Nonualco, Santa María Ostuma y Zacatecoluca. Esta última población era, en tiempos de la colonia, una de las cuatro urbes precolombinas de mayor importancia del país y, como tal, fue designada cabecera de partido en 1786.
En 1814, la ciudad de Zacatecoluca protagonizó uno de los episodios más significativos del movimiento independentista salvadoreño, cuando los nonualcos se alzaron en armas, tomaron la población y obligaron a su intendente a proclamar la emancipación. Una vez lograda ésta, la creciente población y riqueza de Zacatecoluca determinó que en 1823 la población fuera elevada a la categoría de villa, alcanzando la de ciudad en 1844.
En 1852, el gobierno de Francisco Dueñas creó el departamento a partir de territorio que desde 1824 era parte del departamento de San Vicente.

## Geografía

### Relieve
El relieve del departamento de La Paz está determinado por una región montañosa, que lo ocupa en su mayor parte, y la llanura costera. La primera está formada por las estribaciones de la cordillera Central (La Libertad - San Salvador - San Vicente), perteneciente al Eje volcánico salvadoreño-guatemalteco y se encuentra atravesada por varios valles fluviales. Su máxima cumbre es el volcán San Vicente o Chichontepec, junto al cual destacan los cerros El Volcancito y La Carbonera (los únicos que superan los 1,000 m). La llanura costera, cuya anchura oscila entre los 10 y 20 km, es una planicie aluvial atravesada por una gran cantidad de ríos, en la que se han formado numerosos esteros.
Su punto más alto del territorio se ubica en las coordenadas 13.596300,-88.838114, específicamente en el volcán Chinchontepec a 2.182 m s. n. m..

## Religión
| Religión en La Paz (2018) | Religión en La Paz (2018) | Religión en La Paz (2018) | Religión en La Paz (2018) | Religión en La Paz (2018) |
| ------------------------- | ------------------------- | ------------------------- | ------------------------- | ------------------------- |
| Religión                  | Religión                  |                           | Porcentaje                | Porcentaje                |
| Catolicismo               | Catolicismo               |                           | 59 %                      | 59 %                      |
| Protestantismo            | Protestantismo            |                           | 32 %                      | 32 %                      |
| Sin Religión              | Sin Religión              |                           | 6 %                       | 6 %                       |
| Otras religiones          | Otras religiones          |                           | 2 %                       | 2 %                       |

En La Paz hay 2 religiones que se practican mucho, siendo éstas el Catolicismo y el Protestantismo. El Catolicismo representa el 59 % de la población y el Protestantismo representa el 32 %, mientras que el 6 % de la población no pertenece a ninguna religión y el 2 % pertenece a otras religiones.

## Hidrografía
Entre ellos figuran los de Jaltepeque, con varias islas interiores, Limpio, Solomillo y El Esterón.
Otros accidentes del litoral dominado por la llanuran son las playas La Zunganera, El Pimental, San Marcelino, Las Hojas y Los Blancos, y la punta y bocana de Cordoncillo. 
La red hidrográfica está compuesta por numerosos ríos que desembocan en el Pacífico, como el Tihuapa y el Comalapa; o integran las cuencas de los ríos Jiboa (emisario del lago Ilopango), como el Sepaquiapa y el Tilapa, y también Lempa.
El lago Ilopango es de origen volcánico y en su interior se halla la isla Cerro Los Patos. Con alrededor de 4,300 ha, es el segundo más grande cuerpo de agua salobre de El Salvador, así como una de las principales extensiones de bosque salado (manglar). Ubicado en la porción oriental costera del Departamento de la Paz a unos 60 km de San Salvador, en él se localiza la más desarrollada zona turística de playa del país, Costa del Sol, por lo que las facilidades de hospedaje, alimentación y transporte son amplias, incluidas algunas en las islas. Aquí ocurre la gran mayoría de aves marino-costeras salvadoreñas, siendo además sitio de anidación para muchas de ellas, también alberga gran diversidad de especies terrestres asociadas a cuerpos de agua y de zonas bajas en general. Los principales accesos son Costa del Sol (a 65 km de San Salvador) y Puerto La Herradura (a 60 km de San Salvador), ambos con servicio regular de transporte público desde San Salvador y Zacatecoluca, respectivamente
Completan el sistema hidrográfico del departamento las lagunas de Nahualapa, Limpia, El Gallo, Jauta, Contreras, Solomilla y El Patrono.

## División Política y Administrativa
El Departamento de La Paz comprendía antes de la reforma territorial de 2023 de cuatro distritos y veintidós municipios.

### Antiguos Distritos
El departamento estaba dividido en 4 antiguos distritos, que fueron:

#### Distrito de Zacatecoluca
Fue creado en el año 1786 y comprendía en los municipios de:
1. Zacatecoluca (Capital o Cabecera departamental)
2. San Juan Nonualco
3. Santiago Nonualco
4. San Luis La Herradura
5. San Rafael Obrajuelo

#### Distrito de Olocuilta
Fue creado en el año 1786 y comprendía en los municipios de:
1. Olocuilta
2. San Juan Talpa
3. Cuyultitán
4. San Luis Talpa
5. San Francisco Chinameca
6. Tapalhuaca

#### Distrito de San Pedro Masahuat
Fue creado en el año 1892 y comprendía en los municipios de:
1. El Rosario
2. San Pedro Masahuat
3. San Miguel Tepezontes
4. San Juan Tepezontes
5. San Antonio Masahuat

#### Distrito de San Pedro Nonualco
Fue creado en el año 1892 y comprendía en los municipios de:
1. San Pedro Nonualco
2. Santa María Ostuma
3. San Emigdio
4. Paraíso de Osorio
5. Jerusalén
6. Mercedes La Ceiba

### Municipios Antes de 2023
El departamento estaba dividido antes de la reforma en 22 municipios, que fueron:
1. Zacatecoluca (Capital o Cabecera departamental)
2. Cuyultitán
3. El Rosario
4. Jerusalén
5. Mercedes La Ceiba
6. Olocuilta
7. Paraíso de Osorio
8. San Antonio Masahuat
9. San Emigdio
10. San Francisco Chinameca
11. San Pedro Masahuat
12. San Juan Nonualco
13. San Juan Talpa
14. San Juan Tepezontes
15. San Luis La Herradura
16. San Luis Talpa
17. San Miguel Tepezontes
18. San Pedro Nonualco
19. San Rafael Obrajuelo
20. Santa María Ostuma
21. Santiago Nonualco
22. Tapalhuaca

### MunicipiosyDistritosMunicipales Desde 2023
tras la reforma territorial, el número de municipios se redujeron a tres y los antiguos municipios pasaron a ser distritos:

#### Municipio deLa Paz Oeste
1. Cuyultitán
2. Olocuilta
3. San Francisco Chinameca
4. San Juan Talpa
5. San Luis Talpa
6. San Antonio Masahuat
7. Tapalhuaca

#### Municipio deLa Paz Centro
1. El Rosario
2. Jerusalén
3. Mercedes La Ceiba
4. Paraíso de Osorio
5. San Pedro Masahuat
6. San Emigdio
7. San Juan Tepezontes
8. San Luis La Herradura
9. San Miguel Tepezontes
10. San Pedro Nonualco
11. Santa María Ostuma
12. Santiago Nonualco

#### Municipio deLa Paz Este(Capital o Cabecera departamental)[1]
1. San Juan Nonualco
2. San Rafael Obrajuelo
3. Zacatecoluca

## Clima
El clima es templado húmedo en la zona montañosa, con lluvias que superan los 2,000 mm al año, y cálido y semihúmedo en los valles septentrionales, el centro y la llanura litoral, con lluvias de 1,500 mm anuales. La flora del departamento está representada por especies típicas del bosque húmedo tropical y húmedo subtropical, como cedro, bálsamo, copinol, cortez negro, mangle negro, palo blanco, conacaste y morro.

## Economía
La economía del departamento se fundamenta en las actividades agropecuarias. Destacan en primer lugar los cultivos de café, tabaco, algodón, caña de azúcar, yuca, mangle, palmera, frutas tropicales, cítricos y hortalizas, junto con la cría de ganado vacuno y porcino y aves de corral. En lo que se refiere a la pesca, las capturas se destinan principalmente al consumo interno. La actividad industrial, que se desarrolla sobre todo en los municipios de Zacatecoluca y Olocuilta, se basa en la producción de derivados agropecuarios, sobre todo de lácteos, refino de azúcar y manufactura de implementos agrícolas y muebles, exportación del mangle, artesanías (sobre todo alfarera, dada la gran calidad de la arcilla rojiza que proporciona el suelo local) y turismo, especialmente en el litoral marino, donde se localizan los complejos recreativos Costa del Sol y playa de La Zunganera.
En el Lago de Ilopango destacan las playas de Apulo, Amatitlán, Corinto y Asino, y las puntas de Talpajal, Cancarnero, Peña del Eco, Teguantepeque, Zacatepeque, Los Marroquín, Cuachimalco, La Península, Los Muñecos o Tenango, Toro Changallo y Acayo, entre otras. También son muy importantes para la economía del departamento de La Paz, el Aeropuerto Internacional de El Salvador y la Zona Franca El Pedregal, sede de numerosas instalaciones de industria maquilera.

## Comunicaciones Viales
Las principales vías de comunicación del departamento de La Paz son la carretera CA-2 o Litoral, que lo atraviesa, la variante hacia San Luis La Herradura y un tramo de la autopista San Salvador-Aeropuerto.